# 톨로더스

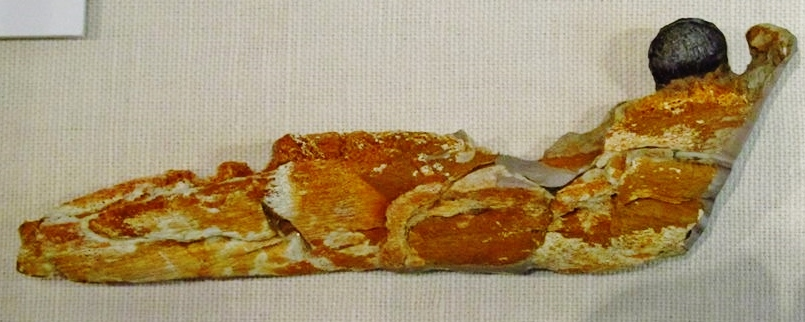

톨로더스(학명:Tholodus schmidi)는 어룡목 옴팔로사우루스과에 속하는 어룡이다. 지금은 멸종된 종으로서 전체적인 몸길이가 2~4m인 거대한 어룡에 속한다.

## 특징
톨로두스는 독일 트라이아스기 중기(아니시안 중기~라디니아 후기)부터 이탈리아 북동부, 중국까지 알려진 기초적인 어류이다. 그것은 1851년에 크리스티안 에리히 헤르만 폰 마이어에 의해서 처음 명명되었고 모식종은 톨로더스 슈미디이다. 그것은 주로 치아와 턱 파편과 같은 많은 혼란스럽고 단편적인 유골에서 알려져 있다. 대부분의 표본은 라디니아 시대의 독일 무셸칼크 전역의 다양한 지역에서 수집되었으며 주로 완모식자가 발견된 하부 무셸칼크 상부의 예나 층에서 수집되었다. 달라 베키아(2004)는 최근 이탈리아 알프스 남부에서 온 아니시아의 한 후기 노두에서 치아와 거의 찌그러지지 않은 하악골 라무스와 상악골, 그리고 두개골 후 유골 등 두 개의 추가 표본을 기술했다. 상완골은 아시아의 차오우사우루스속에 미성숙한 개체의 상완골과 유사해 그리피디아에 대한 친화력을 시사한다. 장 외(2008)는 중국 구이저우의 중기 아니시안 관링 층에서 온 신미노사우루스를 기술하고 명명했다. 마이쉬(2010)는 신미노사우루스가 톨로두스와 주관적인 하위 대명사일 수 있다고 주장했다. 비록 장 외 연구원이지만 말이다.(2008) 톨로두스를 가능한 노름 두비움으로 간주했지만 마이쉬(2010)는 톨로두스가 쉽게 인식되고 명확한 치과 자가 형성에 의해 특징지어지기 때문에 턱과 치아 조각도 진단이 가능하며 따라서 유효한 분류군이라고 언급하면서 이 의견을 거부했다. 게다가 그는 톨로두스가 신미노사우루스를 제외한 알려진 다른 모든 해양 파충류와 분명히 구별된다고 언급했다. 마이쉬(2010)에 따르면 분류군의 유일한 차이점은 톨로더스 표본이 신미노사우루스 완모식표본보다도 평균 두 배 크다는 것이다. 먹이로는 당대에 서식했던 물고기, 갑각류, 두족류를 주로 잡아먹고 살았을 육식성의 어룡으로 추정되는 종이다.

## 생존시기와 서식지와 화석의 발견
톨로두스가 생존했었던 시기는 중생대의 트라이아스기 중기로서 지금으로부터 2억 2200만년전~2억년전에 생존했었던 종이다. 생존했었던 시기에는 유럽에서 중국의 아시아에 이르는 대서양, 인도양, 서부 태평양까지 서식했었던 어룡이다. 화석의 발견은 1851년에 독일의 트라이아스기에 형성된 지층에서 유럽의 고생물학자인 크리스티안 에리히 헤르만 폰 마이어에 의하여 처음으로 화석이 발견되어 새롭게 명명된 종이다.

## 같이 보기
- 파충류
- 중생대
- 트라이아스기
- 어룡
- 화석